# Deutsche Verfassungspartei
Deutsche Verfassungspartei (česky německá ústavní strana) byla politická strana, respektive široký, liberálně, centralisticky a proněmecky orientovaný politický proud působící od 60. do 90. let 19. století mezi německou populací Rakouska-Uherska, včetně českých zemí, v roce 1896 nahrazený již přesněji vymezenou Německou pokrokovou stranou.

## Název
Politický proud německého liberalismu vystupoval v rakousko-uherské politice pod různými názvy, Deutsche Verfassungspartei (německá Ústavní strana, někdy jen ústavní strana, ústavověrní, německy Verfassungstreue nebo též spíše pejorativně ústaváci), Deutschliberale Partei  (liberální strana, též němečtí liberálové, později s podmnožinami staroliberálů a mladoliberálů, respektive staroněmců a  mladoněmců), Deutsche Fortschrittspartei (Německá pokroková strana). V parlamentu se dočasně sdružoval pod jménem Vereinigte Linke (německá levice), Vereinigte deutsche Linke (Sjednocená německá levice), Klub der Linken (Klub levice). Jeho spojencem a volnou součástí byla Strana ústavověrného velkostatku (Verfassungstreue Grossgrundbesitzer).

## Historie
S obnovením parlamentarismu v roce 1861 (únorová ústava) se mezi německou populací Rakouského císařství zformoval na jaře 1861 silný politický proud podporující liberální reformy, volnou hospodářskou soutěž a občanské svobody, hlásící se k německému jazyku a kultuře. Navazoval na dědictví liberálního proudu z revolučního roku 1848. V státoprávních sporech 60. let se tento proud vyprofiloval jako obhájce liberálního ústavního systému a centralizovaného státu, odpůrce klerikalismu a federalistických a autonomistických aspirací neněmeckých etnik monarchie. Německá ústavní strana byla zastáncem prosincové ústavy z roku 1867, která zavedla četné liberální svobody a potvrdila dualistické řešení v podobě rakousko-uherského vyrovnání. Po roce 1867 ustoupil v programu německých liberálů do pozadí velkoněmecký prvek a místo toho se posilovala identifikace s ideou rakouského státu. Tyto rysy se objevily v programu přijatém na sjezdu v roce 1870.
Strana podporovala i tzv. dubnovou ústavu, tedy soubor zákonů, kterými byla roku 1873 dokončena stabilizace ústavních poměrů v Předlitavsku zavedením přímé volby na Říšskou radu a tedy snížením role zemských sněmů.
České národní hnutí považovalo Deutsche Verfassungspartei trvale za svého protivníka a odpůrce českých autonomistických a federalistických snah. Výjimkou byl pokus o dohodu z roku 1878, když Adolf Fischhof a šéfredaktor liberálního listu Neue Freie Presse Michael Etienne vedl jednání s českými politiky (František Ladislav Rieger), jejichž výsledkem bylo takzvané Emmersdorfské memorandum, které nastínilo možnost spolupráce německorakouských a českých liberálů a splnění některých českých autonomistických požadavků. Nebylo ale realizováno právě pro odpor některých vlivných politiků Ústavní strany s českými postuláty. Německá ústavní strana dlouhodobě odmítala antisemitismus, mezi jejími představiteli byla řada německožidovských intelektuálů a podnikatelů (například ministr Joseph Unger nebo pražský novinář a politik David Kuh). Velkou roli na šíření postojů německých liberálů v Předlitavsku měl tisk. Ve Vídni to byl deník Neue Freie Presse (založený roku 1864), v Praze Bohemia.
Vrchol vlivu německé ústavní strany nastal od konce 60. let 19. století. Například ve vládě Karla von Auersperga (nazývána též Bürgerministerium, neboli měšťácká/měšťanská vláda) zasedlo několik předních německých liberálů jako Ignaz von Plener. Významnou roli v ní hráli němečtí liberálové z českých zemí. Ministr Leopold Hasner von Artha tehdy prosadil významné školské zákony, které zaváděly sekulární vzdělávací systém. Karl Giskra byl vlivným ministrem vnitra, ministr spravedlnosti Eduard Herbst zavedl tzv. májové zákony. Po dočasné fázi snahy o federalistickou dohodu s českým národním hnutím (vláda Alfreda von Potockého a vláda Karla von Hohenwarta) se němečtí liberálové vrátili na delší dobu k moci v rámci vlády Adolfa von Auersperga v období let 1871–1879. Právě dlouho úřadující vláda Adolfa von Auersperga je považována za zenit liberální orientace předlitavské politiky.
Liberální proud se od počátku 70. let rozděloval na staroliberální a mladoliberální odnož (používáno též označení staroněmci a mladoněmci). Ve volbách do Říšské rady roku 1873 získala Deutsche Verfassungspartei v širokém vymezení 218 z celkových 353 parlamentních mandátů. Z toho 88 křesel mělo staroněmecké křídlo vedené Eduardem Herbstem a 57 mladoliberální pokrokářská skupina. Dalšími mandáty disponovala Strana ústavověrného velkostatku a menší skupina demokratů z Vídně, tzv. demokratická frakce okolo vídeňské Demokratische Gesellschaft (například Johann Umlauft).
V 70. letech ale zároveň docházelo k opadání vlivu a popularity německých liberálů. Důvodem byl jednak krach na vídeňské burze roku 1873 a s ním spojená diskreditace ekonomického laissez faire, jednak rozrůzňování politického spektra mezi rakouskými Němci. Na síle německých liberálů se totiž negativně projevila jejich relativně úzká sociální základna. V podmínkách kuriového volebního systému s omezeným volebním právem se k ní hlásili především bohaté a vzdělané vrstvy populace z měst, zatímco mezi středostavovskými, malopodnikatelskými a venkovskými vrstvami získávaly na popularitě konzervativní, klerikální a nacionální proudy. 
Mladoliberálové se na sjezdu v roce 1873 pokusili o modifikaci programových postulátů větším akcentem na národní německou myšlenku, což ale staroliberálové odmítali. Staroliberální platforma se sice taky hlásila k dominanci německé kultury a jazyka, ale v národnostních otázkách nebyla nesmiřitelná.  Na Říšské radě pak fungoval samostatný mladoliberální Pokrokový klub (Fortschrittsklub) a staroliberální Klub levice (Klub der Linken).
Na konci 70. let se Ústavní strana ocitla v defenzivě. volby do Říšské rady roku 1879 potvrdily početní úpadek liberálů. Místo nich se v parlamentu utvořila konzervativně-autonomistická většina, kterou reprezentovala konzervativní německorakouská Strana práva, Český klub a Polský klub. Vyjádřením nového poměru sil byla vláda Eduarda Taaffeho (tzv. železný kruh pravice), která vládla v dlouhém období od roku 1879 až do roku 1893. Taaffeho volební reforma z roku 1882 rozšířila množinu voličů a posílila neliberální politické proudy, takže i volby do Říšské rady roku 1885 nepřinesly německým liberálům návrat k moci. Opoziční stanovisko vůči vládě vedlo mezi liberály k opětovné integraci. Od roku 1888 fungovala na Říšské radě společná liberální frakce Vereinigte deutsche Linke (Sjednocená německá levice). Volby do Říšské rady roku 1891 přinesly německým liberálům posílení a éra dominance Taaffeho vlády skončila. Během 90. let se pak liberálové stávali opět dočasnou i trvalou oporou vídeňských vlád.
Během 90. let docházelo k dalšímu rozrůzňování politického spektra, k čemuž přispěla i Badeniho volební reforma. Volby do Říšské rady roku 1897 etablovaly na celostátní úrovni nové německé politické subjekty jako Deutsche Volkspartei a Křesťansko-sociální strana. Silné pozice měla již dříve vzniklá Německá katolická lidová strana a zejména v českých zemích uspělo tzv. Všeněmecké sjednocení. V této době zanikla Deutsche Verfassungspartei jako původní volně definovaný politický proud a jejím nástupcem se stala Německá pokroková strana založená roku 1896, již jako moderní politický subjekt vycházející z mladoliberálních myšlenek.

## Významní členové
- Karel Vilém z Auerspergu
- Johann Nepomuk von Berger
- Rudolf Brestel
- Carl Giskra
- Leopold Hasner von Artha
- Eduard Herbst
- Ignaz von Plener
- Karl von Stremayr
- Eduard Taaffe
- Constantin Tomaszczuk